# Circonscription de Chefa Robit
La circonscription de Chefa Robit est une des 135 circonscriptions législatives de l'État fédéré Amhara, elle se situe dans la Zone Oromia. Son représentant actuel est Mehamed Ahmed Umer.